# Ophélie-Cyrielle Étienne
Ophélie-Cyrielle Étienne (n. 9 septembrie 1990, Wissembourg, région Alsace⁠(d), Franța) este o înotătoare franceză, medaliată olimpică. A participat la 2 ediții ale Jocurilor Olimpice (2008, 2012) în care a câștigat o medalie de bronz.